# Võ Như Hưng
Võ Như Hưng (1929 – 20 tháng 12 năm 1963) là một chiến sĩ du kích Việt Nam, đảng viên Đảng Cộng sản Việt Nam. Được Ủy ban trung ương Mặt trận dân tộc giải phóng miền Nam Việt Nam truy tặng danh hiệu Anh hùng lực lượng vũ trang nhân dân giải phóng.

## Cuộc đời
Võ Như Hưng, tên khác là Võ Như Trích, sinh năm 1929 tại làng Quảng Lăng, xã Điện Nam, huyện Điện Bàn, tỉnh Quảng Nam, trong một gia đình nông dân, từ nhỏ, ông đã phải đi ở cho nhà địa chủ. Ông tham gia cách mạng từ sớm và nhiều lần tình nguyện tòng quân nhưng không trúng tuyển. Ngày 5 tháng 5 năm 1952, ông nhập ngũ và trở thành chiến sĩ của Đại đội 2, Tiểu đoàn 7, Trung đoàn 807, Sư đoàn 324, chiến đấu khắp trên chiến trường miền Trung và Tây Nguyên. Sau khi hiệp định Genève được ký kết vào năm 1954, ông tập kết ra Bắc. Năm 1960, Võ Như Hưng tình nguyện trở về miền Nam để chiến đấu.
Ngày 26 tháng 4 năm 1962, Tỉnh ủy Quảng Đà giao nhiệm vụ cho tiểu đội đặc công nhận nhiệm vụ bám dân, thọc sâu vào vành đai địch để phát động các phong trào đấu tranh. Tại khu vực Giếng Nhà Nhì, làng Cẩm Sa, 7 chiến sĩ quân giải phóng gồm Anh hùng Lê Tấn Viễn làm đội trưởng và Võ Như Hưng làm đội phó cùng 3 cán bộ huyện Điện Bàn đã diễn ra một trận đánh với một tiểu đoàn của Quân lực Việt Nam Cộng hòa. Sau khi chiến đấu, chỉ còn 4 chiến sĩ còn sống và đều bị thương, Võ Như Hưng đưa đồng đội Nguyễn Tám vượt qua vòng vây và vượt sông để đến khu vực an toàn. Trận đánh này đã nổi tiếng trên khắp chiến trường miền Nam, 7 chiến sĩ được Mặt trận Dân tộc giải phóng Khu Trung Trung Bộ phong tặng danh hiệu "Bảy dũng sĩ Điện Ngọc" và Huân chương Giải phóng hạng Nhất, Võ Như Hưng cũng được xem là một trong những chiến sĩ xuất sắc nhất của đội. Đến ngày 31 tháng 8 năm 1990, di tích Giếng Nhà Nhì được Bộ Văn hóa Thông tin công nhận là di tích lịch sử cấp Quốc gia.
Trong một trận chống càn vào ngày 20 tháng 12 năm 1963, khi 2 đại đội địch đã lọt vào trận địa, Võ Như Hưng phát lệnh nổ súng. Quân du kích lập tức xung phong và truy kích địch. Võ Như Hưng trúng đạn và bị thương nặng ở bụng. Mặc dù được đưa đi chữa trị kịp thời nhưng ông không qua khỏi vì vết thương quá nặng. Ngày 5 tháng 5 năm 1965, Võ Như Hưng được Ủy ban trung ương Mặt trận dân tộc giải phóng miền Nam Việt Nam truy tặng Huân chương Quân công giải phóng hạng Nhì và danh hiệu Anh hùng lực lượng vũ trang nhân dân giải phóng.